# Verwaltungsorganisation des Großherzogtums Würzburg
Die Verwaltungsorganisation des Großherzogtums Würzburg (anfangs Kurfürstentum Würzburg) entsprach weitgehend der aus Pfalz-Bayern übernommenen.

## Allgemeines
Das Großherzogtum Würzburg (bis September 1806 Kurfürstentum Würzburg) bestand von 1806 bis 1814. Er wurde aus den Teilen des Hochstifts Würzburg gebildet, die Pfalz-Bayern 1803 nach dem Reichsdeputationshauptschluss erhalten hatte.

## Landgerichte und Rentämter
Bayern hatte 1803/1804 vollständig mit der bisherigen Verwaltungsgliederung des Hochstifts Würzburg gebrochen und die bisherigen Ämter aufgehoben. Stattdessen wurden Landgerichte älterer Ordnung und dazugehörige Rentämter geschaffen. Die 29 Landgerichte, die auf das Gebiet des ehemaligen Hochstifts Würzburg entfielen, wurden im Kurfürstentum Würzburg als unterste Stufe der Verwaltung und Rechtsprechung übernommen und bis zum Ende beibehalten. Neben dem Namen Landgericht wurde auch der Name Distrikt-Commissariat verwendet.
Neben dem Hochstift Würzburg bestand das Gebiet im HRR aus einer Vielzahl ritterschaftlicher und klösterlicher Territorien. Diese verloren teilweise zwischen 1803 und 1806 ihre Landesherrschaft und wurden den bayerischen Landgerichten zugewiesen. Die verbliebenen verloren durch die Rheinbundakte 1806 ihre Souveränität. Für einige dieser Herrschaften (insbesondere für die der milden Stiftungen) wurden Patrimonialgerichte eingerichtet.

### Liste der Landgerichte und Patrimonialgerichte
Liste der Landgerichte:
| Landgericht                                     | Amtssitz                 | Anmerkung |
| ----------------------------------------------- | ------------------------ | --------- |
| Landgericht Arnstein                            | Arnstein                 |           |
| Landgericht Bischofsheim                        | Bischofsheim in der Rhön |           |
| Landgericht Dettelbach                          | Dettelbach               |           |
| Landgericht Ebern                               | Ebern                    |           |
| Landgericht Eltmann                             | Eltmann                  |           |
| Landgericht Euerdorf                            | Euerdorf                 |           |
| Landgericht Fladungen                           | Fladungen                |           |
| Landgericht Gemünden                            | Gemünden am Main         |           |
| Landgericht Gerolzhofen                         | Gerolzhofen              |           |
| Landgericht Gleusdorf                           | Gleusdorf                |           |
| Landgericht Haßfurt                             | Haßfurt                  |           |
| Landgericht Hilders                             | Hilders                  |           |
| Landgericht Hofheim am Main                     | Hofheim in Unterfranken  |           |
| Landgericht Homburg                             | Homburg am Main          |           |
| Landgericht Karlstadt                           | Karlstadt                |           |
| Landgericht Kissingen                           | Kissingen                |           |
| Landgericht Kitzingen                           | Kitzingen                |           |
| Landgericht Königshofen                         | Königshofen              |           |
| Landgericht Mainberg                            | Mainberg                 |           |
| Landgericht Marktsteft                          | Marktsteft               |           |
| Landgericht Mellrichstadt                       | Mellrichstadt            |           |
| Landgericht Münnerstadt                         | Münnerstadt              |           |
| Landgericht Neustadt an der Saale               | Neustadt an der Saale    |           |
| Landgericht Ochsenfurt                          | Ochsenfurt               |           |
| Justizamt Prölsdorf                             | Prölsdorf                |           |
| Gräflich castellisches Untergericht Remlingen   | Remlingen                |           |
| Landgericht Röttingen                           | Röttingen                |           |
| Gräflich castellisches Untergericht Rüdenhausen | Rüdenhausen              |           |
| Landgericht Schweinfurt                         | Schweinfurt              |           |
| Landgericht Sulzheim                            | Sulzheim                 |           |
| Landgericht Volkach                             | Volkach                  |           |
| Landgericht Werneck                             | Werneck                  |           |
| Landgericht Wolfsmünster                        | Wolfsmünster             |           |
| Landgericht Würzburg (rechts des Mains)         | Würzburg                 |           |
| Landgericht Würzburg (links des Mains)          | Würzburg                 |           |
| Landgericht Zeil                                | Zeil am Main             |           |

Liste der Patrimonialgerichte:
| Patrimonialgericht                                                                                             | Amtssitz                | Landgericht | Anmerkung |
| --- | ----------------------- | ----------- | --------- |
| Großherzogliches Patrimonialgericht der Freiherren von Guttenberg und von Würzburg zu Kirchlauter und Neubrunn | Landgericht Gleusdorf   |             |           |
| Großherzogliches Patrimonialgericht der Freiherren von Rotenhan zu Rentweinsdorf                               | Landgericht Gleusdorf   |             |           |
| Großherzogliches Patrimonialgericht der Freiherren von Rotenhan zu Untermerzbach                               | Landgericht Gleusdorf   |             |           |
| Großherzogliches Patrimonialgericht des Herren Fürst von Schwarzenberg zu Marktbreit                           | Landgericht Marktsteft  |             |           |
| Großherzogliches Patrimonialgericht des Herren Grafen von Kastell und Kastell-Rüdenhausen zu Rüdenhausen       | Landgericht Marktsteft  |             |           |
| Großherzogliches Patrimonialgericht des Herren Grafen von Schönborn zu Wiesentheid                             | Landgericht Marktsteft  |             |           |
| Großherzogliches Patrimonialgericht des Freiherren von Crailsheim zu Fröhstockheim und Rödelsee                | Landgericht Marktsteft  |             |           |
| Großherzogliches Patrimonialgericht des Herzogs von Weimar zu Gochsheim                                        | Landgericht Schweinfurt |             |           |
| Großherzogliches Patrimonialgericht der Freiherren von Crailsheim zu Altenschönbach                            | Landgericht Sulzbach    |             |           |
| Großherzogliches Patrimonialgericht der Freiherren Fuch von Bimbach zu Westheim                                | Landgericht Sulzbach    |             |           |
| Großherzogliches Patrimonialgericht der Freiherren Groß zu Gleisenau                                           | Landgericht Eltmann     |             |           |
| Patrimonialgericht Remlingen gräflich kastellischen Anteils                                                    | Landgericht Homburg     |             |           |
| Patrimonialgericht des Grafen von Rechtern zu Sommershausen                                                    | Landgericht Ochsenfurt  |             |           |